# Elmenhorst, Herzogtum Lauenburg
Elmenhorst là một đô thị thuộc huyện Lauenburg, trong bang Schleswig-Holstein, nước Đức. Đô thị Elmenhorst, Herzogtum Lauenburg có diện tích 13 km², dân số thời điểm 31 tháng 12 năm 2006 là 906 người.